# Тиле, Эрих (шахматист)
Эрих Тиле (нем. Erich Thiele, 2 июня 1930, Йессен — 7 ноября 2005, Дрезден) — немецкий шахматист, международный мастер ИКЧФ (1970).
Учился в Циттау. Работал инженером-строителем в Дрездене. Выступал за команду клуба «Bau-Union Dresden». 4 раза побеждал в чемпионатах Дрездена (1959, 1960, 1961 и 1965 гг.). Трижды побеждал в чемпионатах Дрезденского дирекционного округа (1953 / 54, 1962 и 1974 гг.; в чемпионате 1953 / 54 гг. разделил 1—2 места с В. Ульманом). Позже выступал в командных чемпионатах ГДР за команды «SC Einheit Dresden», «Post SV Dresden» и «USV TU Dresden».
Добился больших успехов в игре по переписке. Стал победителем 3-го чемпионата Европы (1965—1968 гг.). Трижды участвовал в финальных турнирах чемпионатов мира (лучший результат —4-е место в 6-м чемпионате).
Занимался шахматной композицией, составлял задачи и этюды. Всего в период с 1957 по 1977 гг. опубликовал около 20 композиций.

## Основные спортивные результаты
| Год                       | Город                    | Соревнование                  | +  | − | = | Результат | Место |
| ------------------------- | ------------------------ | ----------------------------- | -- | - | - | --------- | ----- |
| 1953 / 1954               |                          | Чемпионат Дрезденского округа |    |   |   |           | 1—2   |
| 1959                      | Дрезден                  | Чемпионат Дрездена            |    |   |   |           | 1     |
| 1960                      | Дрезден                  | Чемпионат Дрездена            |    |   |   |           | 1     |
| 1961                      | Дрезден                  | Чемпионат Дрездена            |    |   |   |           | 1     |
| 1962                      |                          | Чемпионат Дрезденского округа |    |   |   |           | 1     |
| 1965                      | Дрезден                  | Чемпионат Дрездена            |    |   |   |           | 1     |
| 1974                      |                          | Чемпионат Дрезденского округа |    |   |   |           | 1     |
| СОРЕВНОВАНИЯ ПО ПЕРЕПИСКЕ |                          |                               |    |   |   |           |       |
| 1965—1968                 | 3-й чемпионат Европы     | 3-й чемпионат Европы          | 11 | 0 | 3 | 12½ из 14 | 1     |
| 1968—1971                 | 6-й чемпионат мира       | 6-й чемпионат мира            | 8  | 5 | 2 | 9 из 15   | 4     |
| 1972—1975                 | 7-й чемпионат мира       | 7-й чемпионат мира            | 6  | 5 | 5 | 8½ из 16  | 9—11  |
| 1983—1989                 | 11-й чемпионат мира      | 11-й чемпионат мира           | 3  | 6 | 5 | 5½ из 14  | 10—11 |
| 1994—1997                 | X Кубок ИКЧФ (секция 58) | X Кубок ИКЧФ (секция 58)      | 6  | 2 | 2 | 7 из 10   | 3     |